# Gaetano Casali
Gaetano Casali (Lucca, ... – Firenze, 1767) è stato un attore teatrale e drammaturgo italiano.

## Biografia
Nel 1734 interpretò come amoroso il Belisario di Carlo Goldoni, scritto appositamente per lui. Attore in Portogallo dal 1753 al 1755, nel 1767 si trasferì a Firenze; fu anche autore di opere sceniche.